# 埃塞尔雷德 (威塞克斯)

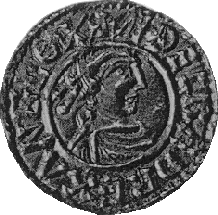
埃塞尔雷德银便士

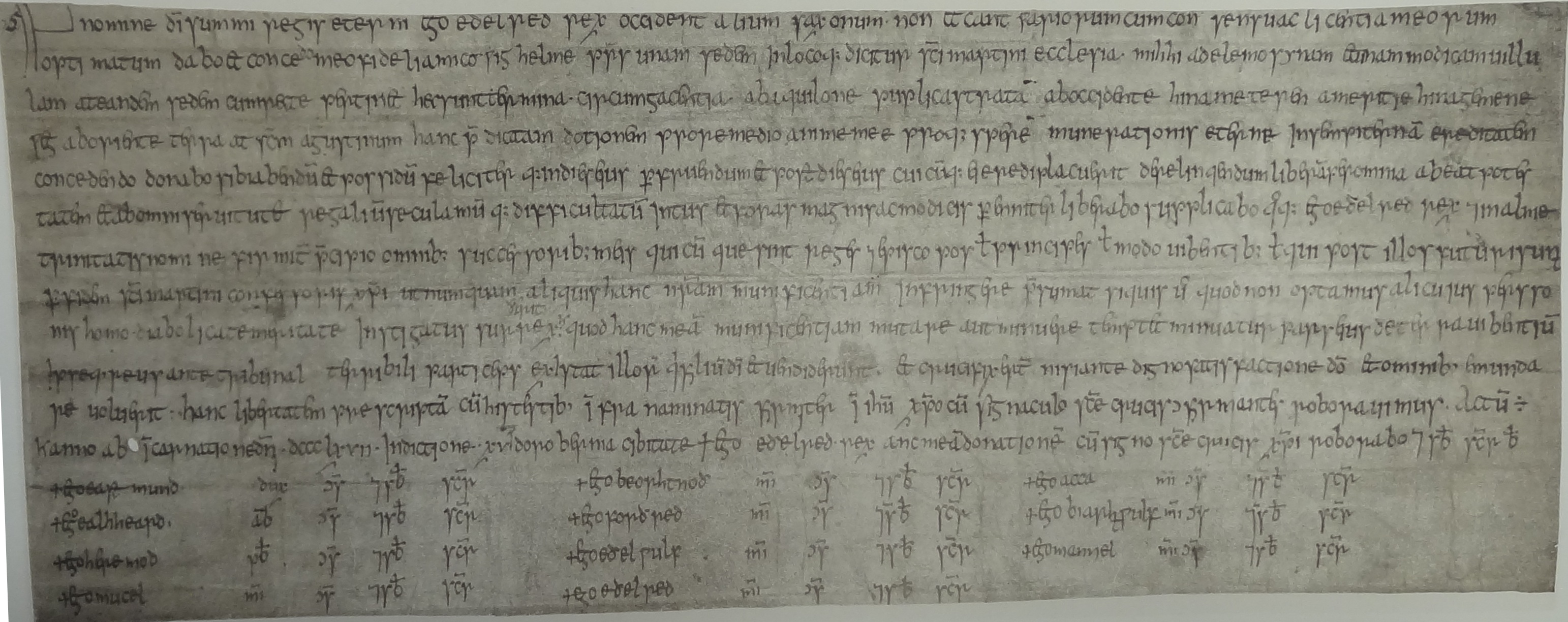
埃塞尔雷德国王的宪章（867年）

埃塞尔雷德（直译 高贵的顾问；847年—871年4月23日）是865年—871年威塞克斯的国王。他是埃塞尔伍尔夫的四子。865年，他接替他的三哥埃塞尔伯特成为威塞克斯王國国王和末代肯特国王。